# Брашер, Крис
Кристофер Уильям Брашер (англ. Christopher William Brasher; 21 августа 1928, Джорджтаун — 28 февраля 2003, Чадлворт, Юго-Восточная Англия) — британский легкоатлет (бег на длинные дистанции), чемпион летних Олимпийских игр 1956 года в Мельбурне, участник двух Олимпиад, олимпийский рекордсмен.

## Биография
На летних Олимпийских играх 1952 года в Хельсинки Брашер сумел пробиться в финальную стадию соревнований по бегу на 3000 метров с препятствиями, где занял 11-е место с результатом 9:14,0 с. На следующей летней Олимпиаде в Мельбурне Брашер победил в финальном забеге с олимпийским рекордом 8:41,2 с, опередив венгра Шандора Рожньои (8:43,6 с) и норвежца Эрнста Ларсена (8:44,0 с).
После Олимпиады в Мельбурне Брашер оставил большой спорт и стал спортивным редактором журнала «The Observer». В 1961 году он стал репортёром Би-би-си. В 1969 году он был назначен главой телекомпании «General Features», но в 1972 году оставил эту работу. Брашер был женат на теннисистке Ширли Блумер.
В 1957 году в Доминиканской Республике была выпущена почтовая марка с изображением Криса Брашера. Брашер совместно с Джоном Дизли был инициатором проведения Лондонского марафона.